# Guettarda comata
Guettarda comata là một loài thực vật thuộc họ Rubiaceae. Đây là loài đặc hữu của Peru.